# 강릉 오금집
강릉 오금집(江陵 오금집)은 대한민국 강원특별자치도 강릉시 임당동에 있는 건축물이다. 1985년 1월 17일 강원도의 유형문화재 제80호 강릉 오규환 가옥(江陵 吳奎煥 家屋)으로 지정되었다가, 2017년 11월 17일 현재의 명칭으로 변경되었다.로 지정되었다.

## 지정 사유
강릉시의 중심부에 있는 초가지붕집으로 조선 후기에 지어진 것이다.
앞면 3칸·옆면 2칸의 규모로, 왼쪽으로 2개의 방이 있으며 오른쪽으로 부엌이 있다. 겹집양식으로 뒤쪽에 안방과 골방을 배치하였고, 앞쪽에는 툇마루가 있다. 네귀퉁이에 있는 기둥은 안으로 기울어지도록 세웠으며, 못을 사용하지 않고 이음·새끼줄 등을 이용하였다. 특히 부엌쪽은 초가지붕이 땅 가까이까지 내려와 있다. 흙벽으로 되어있고 목재의 가공 등이 거친 편이다. 흙과 돌로 된 담이 집 주위를 둘러싸고 있다.
평면 양식은 田자에 가깝지만 움집과 같은 느낌을 주는 특이한 집으로, 우리나라의 전형적인 옛 건축양식을 보여준다.

## 참고 문헌
- 강릉 오금집 - 국가유산청 국가유산포털